# ۷ دسامبر (فیلم)
۷ دسامبر (انگلیسی: December 7th) فیلمی پروپاگاندایی آمریکایی در ژانر جنگی به کارگردانی جان فورد و گرگ تولند است.

## بازیگران
- والتر هیوستون
- دانا اندروز
- آدولف هیتلر
- بنیتو موسولینی
- جورج اوبرایان
- هری دونپورت
- هیروهیتو
- اروینگ پیکل
- پال هرست
- فیلیپ آن
- رالف برد
- رابرت لووری